# 基亞科約

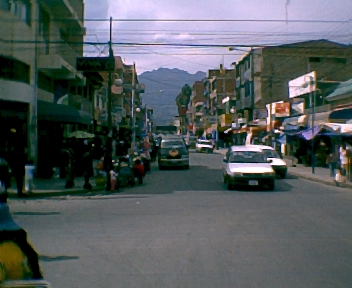

基亞科約是玻利維亞的城鎮，由科恰班巴省負責管轄，位於該國中部，距離首府科恰班巴13公里，始建於1905年9月14日，海拔高度2,425米，每年平均降雨量約450毫米，2001年人口74,980。

## 外部連結
- Asociación de Fraternidades Folklóricas "Virgen de Urqupiña" (Association of the Folkloric Groups of the Urqupiña Festival, in Spanish) （页面存档备份，存于）

17°24′S 66°17′W / 17.400°S 66.283°W